# James B. McPherson

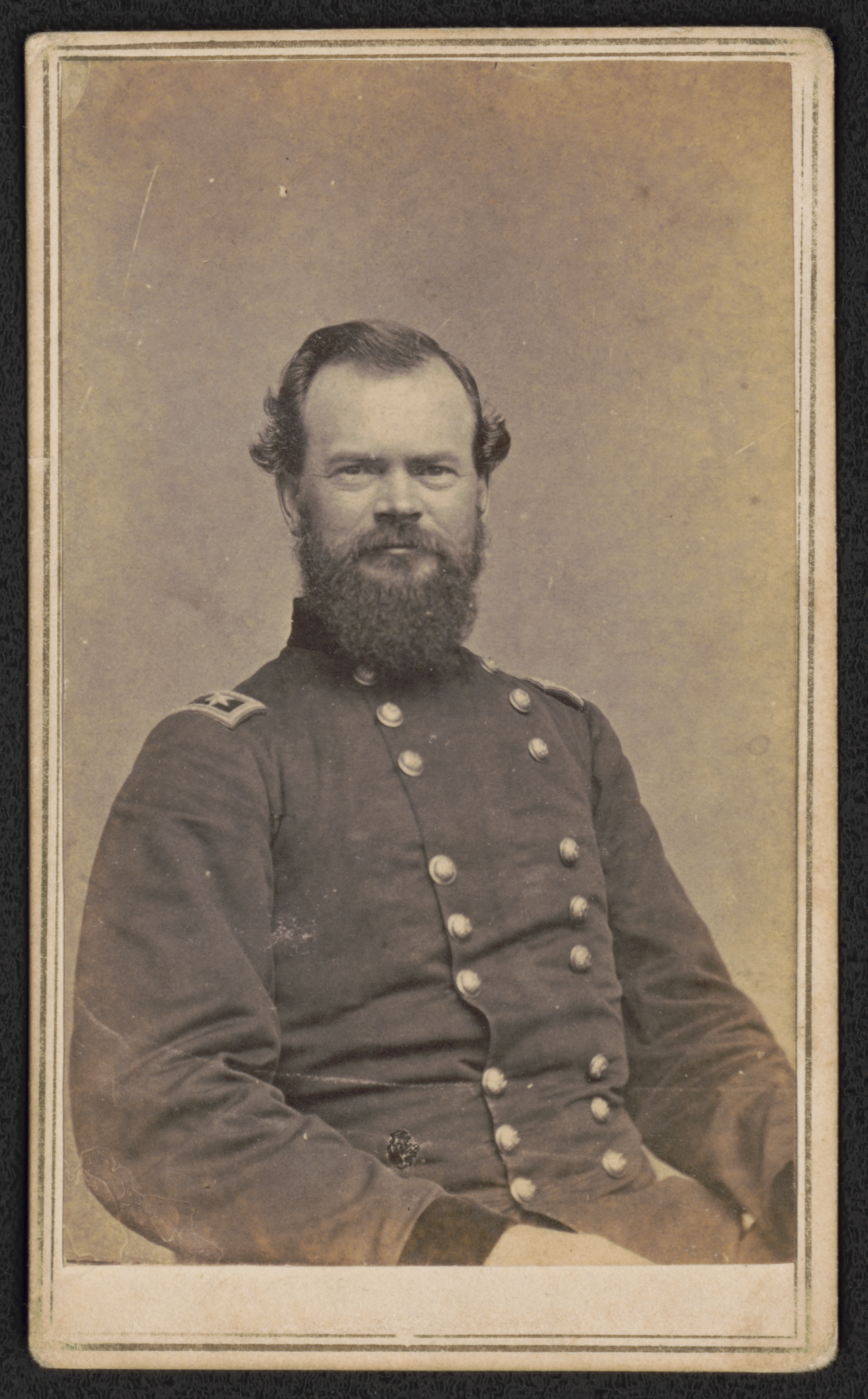
General James MacPherson. Imagen de la Liljenquist Family Collection of Civil War Photographs, División de Grabados y Fotografías, de la Biblioteca del Congreso

James Birdseye McPherson (14 de noviembre de 1828 – 22 de julio de 1864) fue un oficial de carrera del Ejército de los Estados Unidos que se desempeñó como general en el Ejército de la Unión durante la guerra civil estadounidense. McPherson estaba en el personal del General de Henry Halleck y más tarde, de Ulysses S. Grant y estuvo con Grant en la Batalla de Shiloh . Murió en la Batalla de Atlanta, enfrentándose al ejército de su antiguo compañero de clase de West Point, John Bell Hood, quien rindió un cálido homenaje a su personaje. Fue el segundo oficial de la Unión de más alto rango muerto en acción durante la guerra.

## Primeros años y carrera

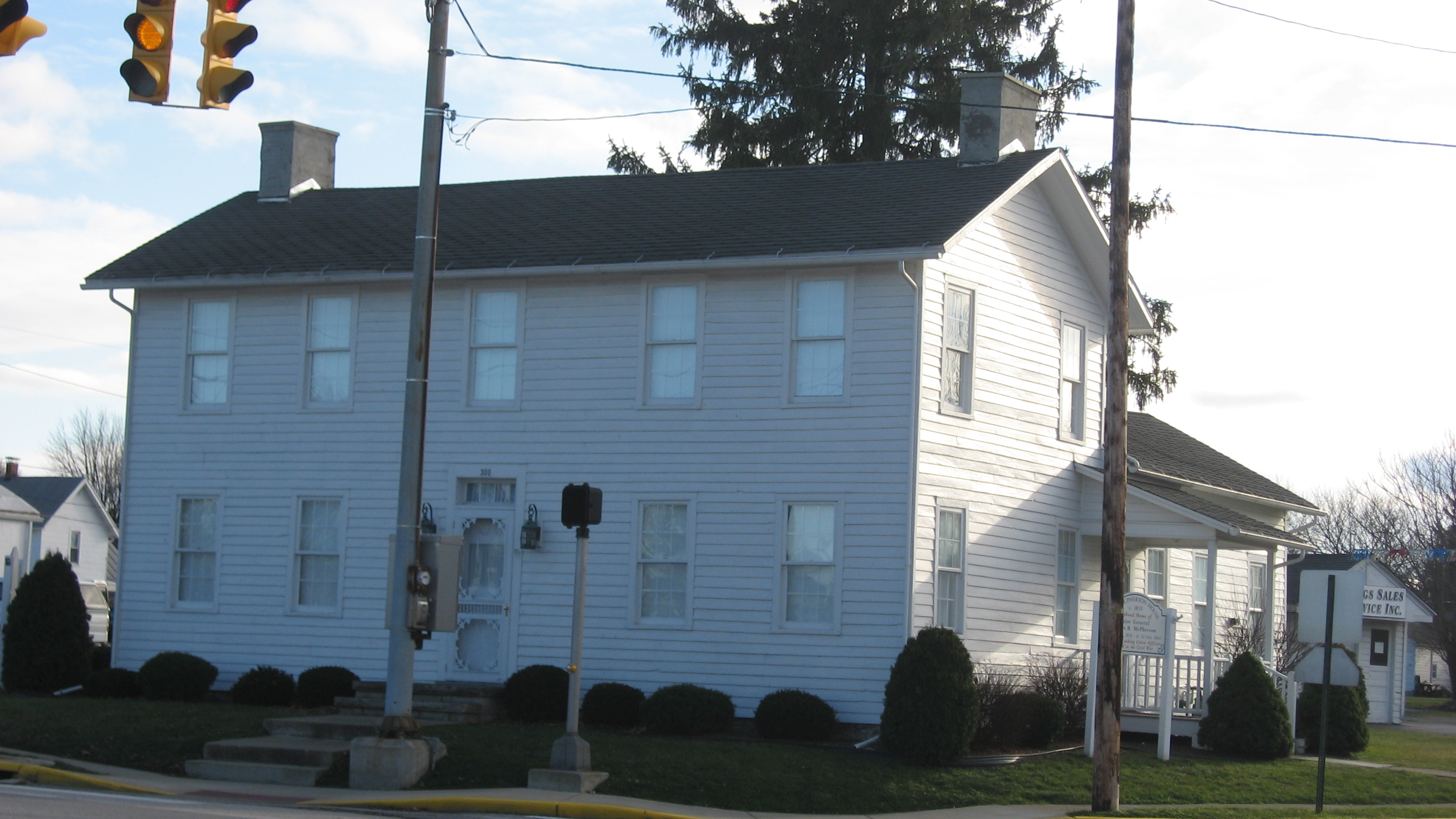
La casa de McPherson en Clyde

McPherson nació en Clyde, Ohio . Asistió a la Academia Norwalk en Norwalk, Ohio, y se graduó de la Academia Militar de los Estados Unidos en West Point en 1853, primero en su clase, que incluía a Philip H. Sheridan, John M. Schofield y John Bell Hood: Hood se opondría a él más tarde en el Western Theatre. Designaron a McPherson directamente al cuerpo de ingenieros con la fila de segundo teniente del brevet . Durante un año después de su graduación, fue Instructor Asistente de Ingeniería práctica en la Academia Militar, un puesto nunca antes otorgado a un oficial tan joven.
De 1854 a 1857, McPherson fue el ingeniero asistente encargado de las defensas del puerto de Nueva York y la mejora del río Hudson. En 1857 supervisó la construcción de Fort Delaware, y entre 1857 y 1861 fue ingeniero supervisor de la construcción de las defensas de la isla de Alcatraz, en San Francisco, California .
En 1859, mientras estaba en San Francisco, conoció a Emily Hoffman, una mujer de una prominente familia de comerciantes en Baltimore que había venido a California para ayudar a cuidar a los hijos de su hermana. Pronto se comprometieron y se planeó una boda, pero finalmente se pospuso por el inicio de la Guerra Civil.